# جسر قوسي مقيد

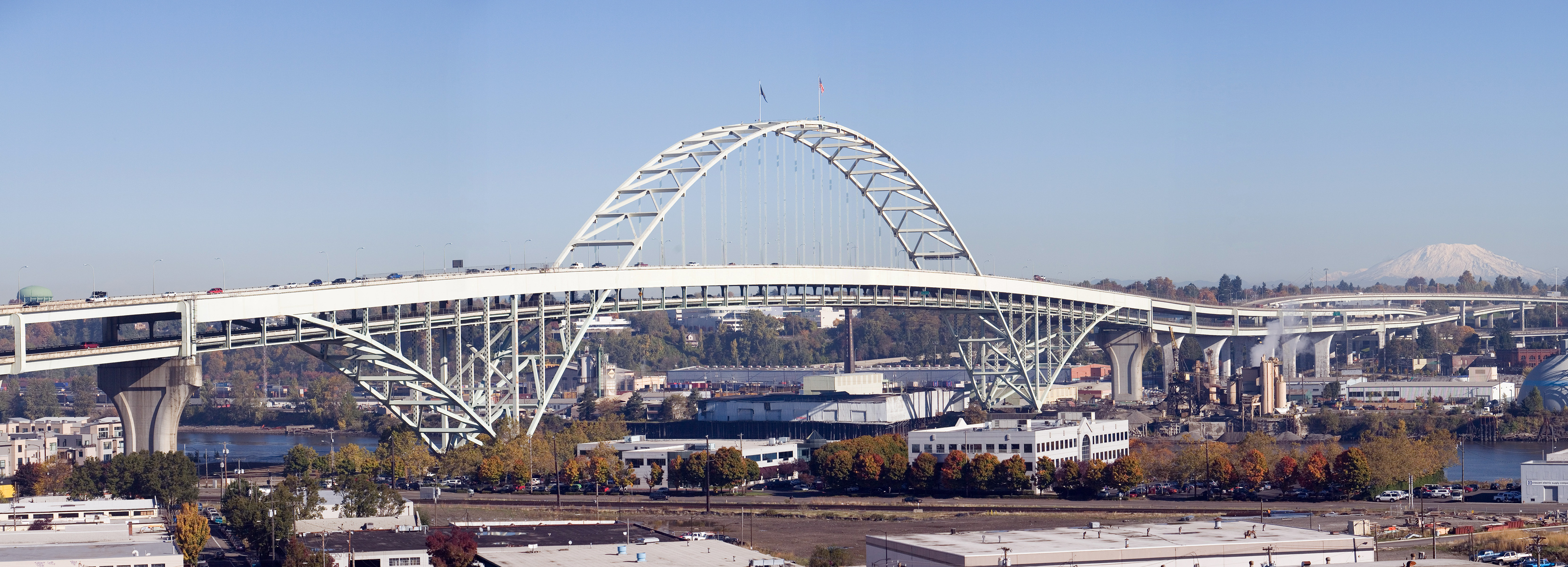
جسر فريمونت في بورتلاند، أوريغون. ثاني أطول جسر قوسي مقيد في العالم.

جسر مقوس مقيد أو قوس الوتر (بالإنجليزية: Tied arch bridge) أحد أنواع الجسور المقوسة. يتميز بالتعادل بين طرفي القوس المكون للجسر. وهذا التعادل قادر على تحمل قوى الدفع الأفقية على دعامات الجسر، بدلا من الأرض أو أسس الجسر.
في 1978، أصدرت إدارة الطرق السريعة الاتحادية في الولايات المتحدة تقريرا عن هذه الجسور، حيث تم ملاحظة بعض المشاكل وخاصة في منطقة اللحام، حيث كانت ضعيفة بين الأضلع والقوس وعوارض التعادل. وقد أسفرت عملية التصليح على تكاليف كبيرة كما استغرقت وقتا لمعالجتها. وقد وصف التقرير أن فشل اثنان من عوارض التعادل فقط يؤدي إلى فشل كامل الهيكل.

## جاليري

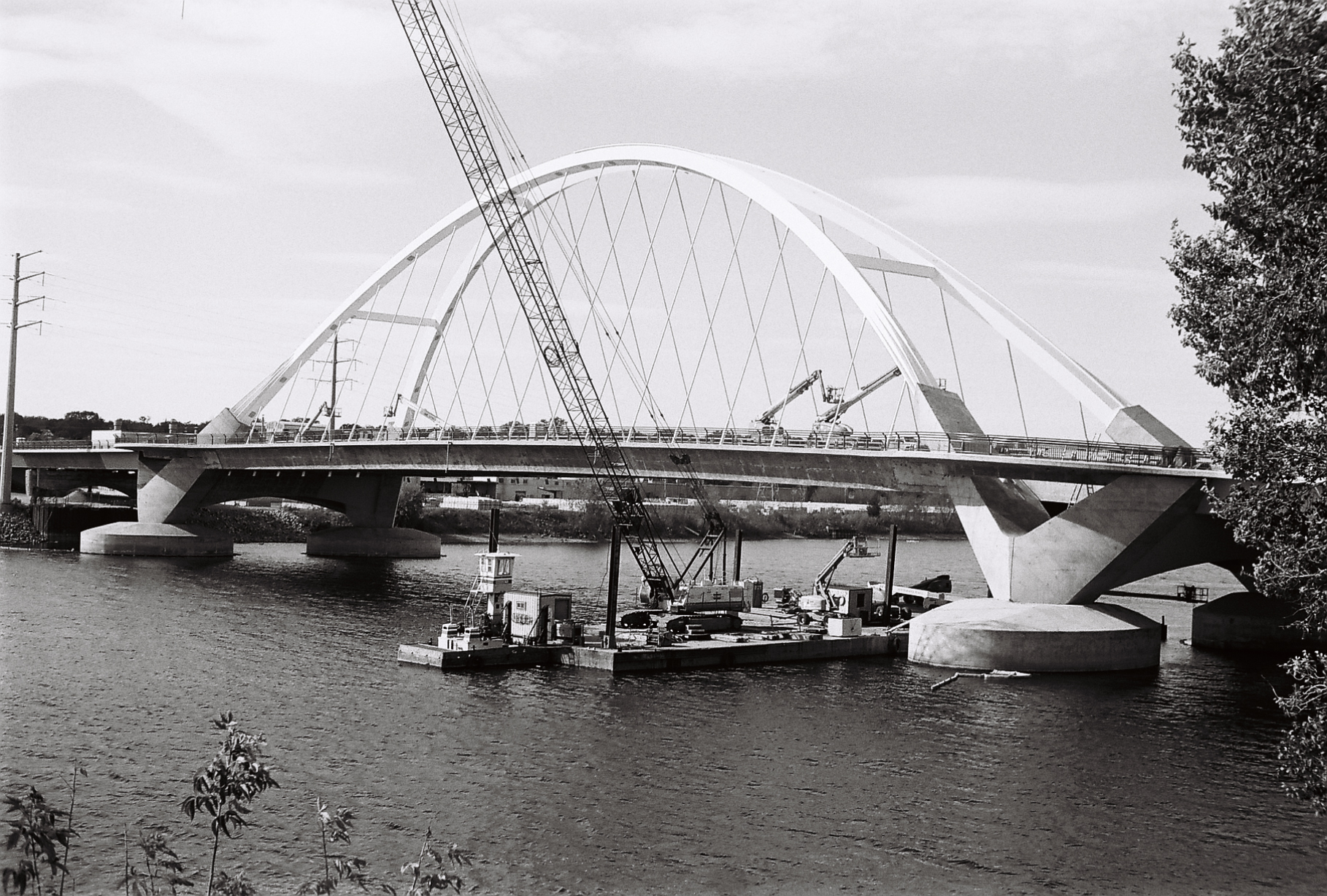
جسر لوري أفينيو
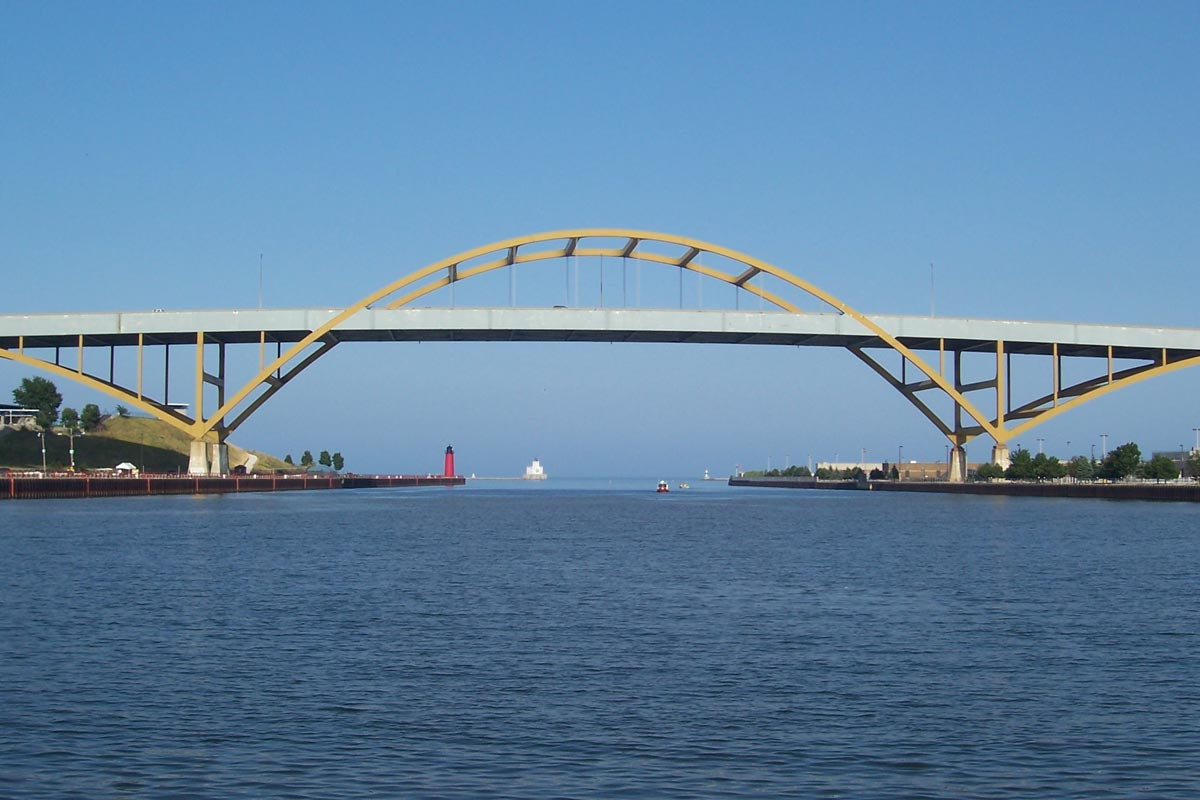
جسر هوان
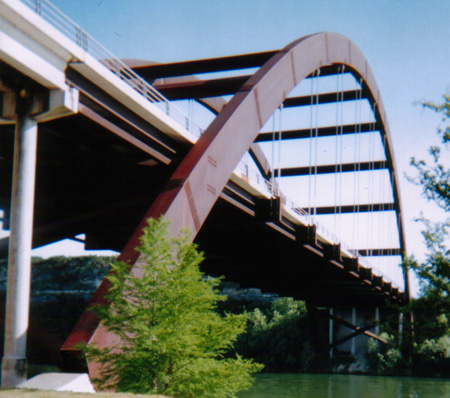
جسر بينيبيكر
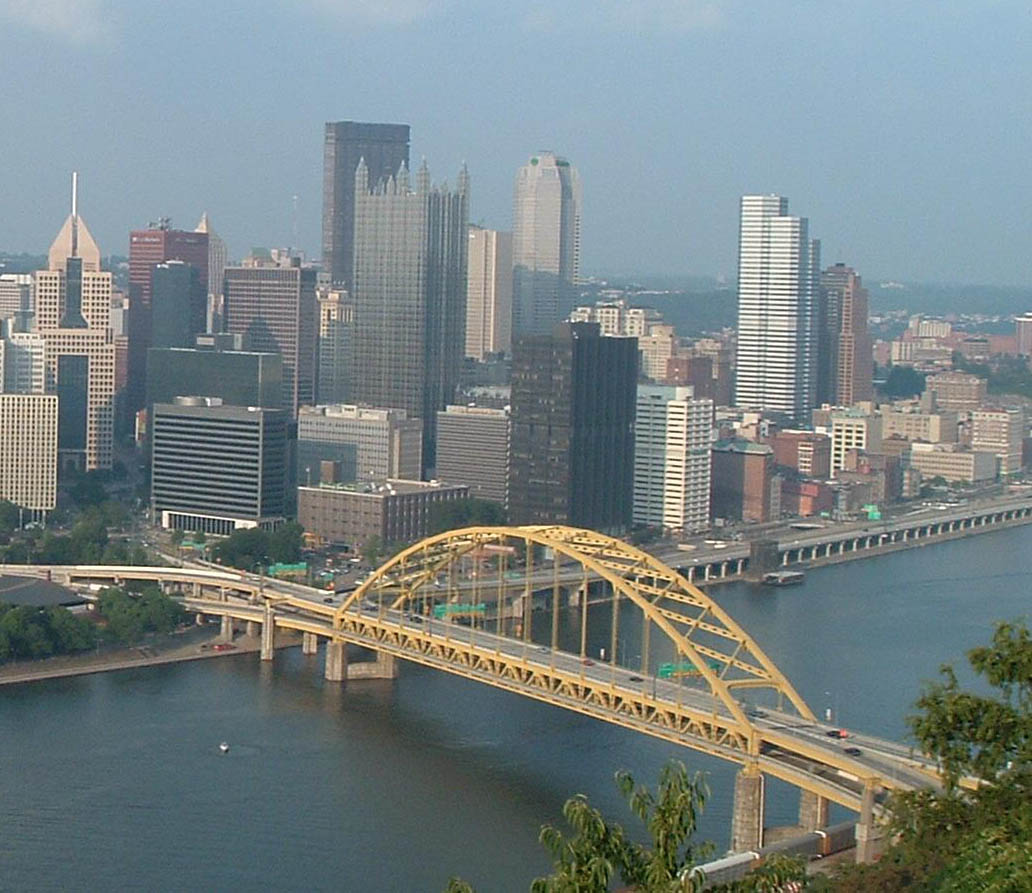
جسر فورت بيت